# Ечемик
 Тази статия е за обикновения ечемик.  За рода, включващ диворастящи видове, вижте Ечемик (род).  
Ечемикът (Hordeum vulgare) е важна фуражна, техническа, а в някои страни – и продоволствена култура. Основно се отглежда заради зърното. Ечемикът се отглежда в умерените части на света. Предимно европейско растение е. В света се засяват около 800 млн. дка от тази култура, от които половината в Русия и Китай.
Зърното и сламата се използват за храна на животните, а в някои страни значителна част от зърното служи за производство на малц, бира и различни преработени продукти. Ечемикът се отглежда в сеитбообращение с други зърнени или полски култури. Зърното от ечемик има висока фуражна стойност заради по-високото съдържание на белтък в него и подходящия му състав на протеина. Ето защо фуражът от ечемик е отлична храна за продуктивните животни, най-вече за угояване на свине. Сламата от ечемик има по-висока хранителна стойност от пшеничената слама.
В България тази култура е достигала площ от 4,8 млн. дка (1980 г.), но поради някои негативни изменения в климата и намаляването на поголовието на продуктивните животни, тази площ в началото на XXI век намалява с повече от 50%. По отношение на продуктивността, ечемикът се изравнява с пшеницата, а в определени години дава и по-високи добиви. Средният добив в страната се колебае между 350 и 450 кг/дка, но в определени благоприятни години от големи площи могат да се получат средно по 600 – 700 кг/дка.

## Ботаническа характеристика
Коренова система, подобно на тази при всички житни, е от брадест тип. Зърното покълва и пониква с 5 до 10 зародишни коренчета. Допълнителните корени започват да се формират във фаза братене и наброяват около 60 и повече. В сравнение с ръжта, овеса и пшеницата, ечемикът развива по-слаба по мощност и усвояваща способност коренова система. Основната част от нея (70 – 80%) се развива в почвения слой на дълбочина до 25 cm и радиално на около 20 – 30 cm. Поради тази причина ечемикът се оказва като по-взискателен към наличието на хранителни вещества в почвата.
Стъблото има метамерно устройство. Съставено е от 5 – 6 подземни и още толкова надземни възли и междувъзлия. На височина достига 150 cm. Листата са съставени от влагалище и петура. На границата между тях се образуват и ушичките и безцветно езиче. Ушичките са силно развити, дълги и се кръстосват. Съществува правопропорционална връзка между площта на листната маса на растението и неговата продуктивност. На декар посев листната площ достига около 6000 m2. Фотосинтезата при първите три листа продължава около 30 дни, а от четвърти до шести лист е от 40 до 65 дни.
Съцветието е клас. Съставено е от коленчато вретено, като стъпаловидно по него са разположени по три едноцветни класчета. При многоредния ечемик всички цветчета са фертилни, а при двуредния само тези от средните класчета. Класовите плеви (глуми – glumae) са редуцирани и нишковидни. Външната цветна плева завършва най-често с осил или вилообразен израстък. При узряване цветните плеви постепенно срастват със зърното. Срешат се и форми с голо зърно. Многоредният ечемик е с по-голям брой класчета в класа – до 70, а с двуредния – до 30 броя.
Зърното има продълговатоелипсовидна до вретеновидна форма. Обикновено е плевесто, а по-рядко е голо. Има набръчкана повърхност и сламеножълта окраска. Хиляда зърна имат тегло от 30 до 50 грама. Многоредният ечемик има неизравнени по едрина зърна. Средните зърна са по-едри от страничните, а тези на двуредния са еднородни и изравнени.

## Произход
Ечемикът е една от първите култури засявана от човечеството. Това станало в района на Плодородния полумесец – район с относително изобилие от вода и районите около река Нил в североизточна Африка. Одомашняването на растението протекло успоредно с еднозърнестия и двузърнестия лимец. Дивият ечемик (H. vulgare ssp. spontaneum) расте в обширни райони от Северна Африка и Крит на запад, до Тибет на изток. Най-ранните археологически доказателства за употребата на хората на див ечемик идват от епипалеолитния паметник Охало, намиращ се в южния край на Галилейското езеро. Останките са датирани около 8500 г. пр. Хр. Най-ранните доказателства за появата на одомашнен ечемик са от неолита в Близкия изток – открити при разкопките на тепето Абу Хурейра в Сирия. Ечемикът е пренесен на Корейския полуостров в периода около 1500 – 850 г. пр. Хр. заедно с други култури като просо, пшеница и бобови растения.

## Подвидове
Културният ечемик спада към семейство Житни. В зависимост от броя на фертилните класчета (цветчета) на всяко от коленцата на класовото вретено, той се подразделя на три подвида както следва:
- Hordeum sativum ssp. vulgare L. (polystichum) – Многореден ечемик. При този подвид на всяко коляно от вретеното на класа се формират по три класчета. Всяко от класчетата притежава по едно фертилно цветче. Този подвид от своя страна се подразделя на две подгрупи:
  - Hexastichum – правилно шестреден;
  - Tetrastichum – неправилно шестреден или четириреден.
- Hordeum sativum ssp. distichum L. – Двуреден ечемик. На всяко коляно от вретеното на класа е фертилно и развито нормално само средното от трите класчета. В класа му се образуват само два реда зърна, симетрично разположени един срещу друг. Зърната на двуредния ечемик са сравнително едри и изравнени по големина и имат правилна симетрична форма. Към този подвид се отнасят две групи:
  - Nutantia – с развити глуми на различните класчета, цветни плеви, а често и тичинки на цветчетата в тях.
  - Deficientia – с развити само глуми на страничните стерилни класчета. Ечемикът от тази група е без стопанско значение.
- Hordeum sativum ssp. intermedium Var. et Orl. – Междинен ечемик, формиращ по 1, 2 или 3 класчета по отделните колена на класовото вретено. Той е без стопанско значение.

В зависимост от предназначението му, ечемикът се дели на три типа:
- Фуражен;
- Пивоварен;
- Ечемик за брашно;

Пивоварният ечемик спада към подвида двуреден ечемик. За пивоварната промишленост се предпочита ечемик със сравнително едри, еднородни по големина и форма зърна, с по-тънки обвивки и повече ендосперм, с по-ниско съдържание на белтъчини и по-високо съдържание на нишесте, с голяма кълняемост. За тази цел се селекционират сортове с ниско съдържание на протеин и високо съдържание на въглехидрати. Климатичните условия на България, поради високите температури през лятото и ниската сума на валежите, се оценяват като неблагоприятни за получаването на зърно с висока пивоварна стойност.

## Технология на отглеждането
Ечемикът е култура, която може да се сее от късна есен до ранна пролет. Това се дължи на факта, че единствено при него се срещат ясно обособени биотипове – зимен, зимнопролетен и пролетен, с голямо разнообразие на сортовете на всеки един. Отглежда се добре на среднотежки почви с благоприятен хранителен и воден режим. Такива са черноземите, смолниците, алувиалните, канелени горски почви, както и на тъмносиви горски почви. Неподходящи за него са засолените, киселите, замърсените с тежки метали почви и тези с много плитък хумусен хоризонт. Ечемикът не търпи преовлажняване и ранно пролетно засушаване. Притежава по-малка студоустойчивост от пшеницата и ръжта, а по време на наливане на зърното ечемикът е много по-издръжлив на високи температури от пшеницата. Ечемикът има по-малки потребности от влага и е много издръжлив на засушаване, узрява с 10 – 12 дни по-рано от пшеницата.
Ечемикът е взискателен към предшественика. За отглеждане на зимен фуражен ечемик най-подходящи са култури, които рано освобождават посевната площ. В такъв случай са подходящи всички окопни, а зимните житни и тези, които освобождават късно площта са неподходящи. Пивоварният ечемик се отглежда най-добре след окопни (захарно цвекло, царевица, памук). Неподходящи за отглеждане на ечемик са бобовите растения, които увеличават азотното съдържание в почвата, от там се увеличава белтъчното съдържание и се влошават технологичните качества на зърното. Интензивното азотно торене предизвиква прекомерно сгъстяване и полягане на посевите от ечемик като създава условия за развитие на болести и ненормално зреене на зърното.
За получаване на високи добиви е наложително балансирано азотно-фосфорно-калиево торене, осигурено чрез минерални или органични торове. Фосфорните и калиевите торове се внасят при основното торене още с първата предсеитбена обработка на почвата. Азотните торове се внасят двукратно като една трета от тях е преди сеитбата, а останалата част преди началото на пролетната вегетация. Средната азотна норма при торенето на ечемика, отглеждан за фураж е 10 – 12 kg/da, а на този, отглеждан за пиво е 8 – 10 kg/da активно вещество. Фосфорните и калиевите торови норми трябва да са съобразени с хранителния режим на почвата. На земеделски земи с добра фосфорна и калиева запасеност не е необходимо да се влагат разходи за фосфорно и калиево торене.
Оптималният срок на сеитба в Северна България е от 25 септември до 5 октомври, по Северното Черноморие и Южна България от 5 до 15 октомври, а в най-южните райони на страната и Южното Черноморие от 15 до 20 октомври, по високите полета от 20 до 30 септември. Пролетният ечемик се засява при първа възможност напролет. Засява се на междуредия от по 12 – 15 cm. Сеитбената норма при зимния ечемик е 400 – 500 кълняеми семена на 1 m2. Пролетният пивоварен ечемик се засява с 550 – 600 семена на 1 m2. Дълбочината на сеитба за зимния ечемик е 3 – 5 cm, а за пролетния – 5 – 6 cm.
Ечемикът се прибира рано и е много добър предшественик за всички култури и е един от най-подходящите предшественици за втори култури. Пивоварният се прибира в пълна зрялост, а фуражният – в края на восъчна и начало на пълна зрялост. Овършаното зърно от фуражния ечемик се почиства, изсушава до 14% влажност и се съхранява. Сламата се прибира чрез балиране със сламопреси.

## Производство
| Русия              | 20,5 |
| Австралия          | 13,5 |
| Франция            | 12,1 |
| Германия           | 11,0 |
| Турция             | 9,2  |
| Канада             | 8,9  |
| Великобритания     | 7,0  |
| Украйна            | 5,5  |
| Аржентина          | 4,7  |
| САЩ                | 4,0  |
| Световно           | 146  |
| Източник: ООН, FAO |      |

## Болести и неприятели по ечемика
Посевите от ечемик се поразяват от различни болести, като основните причинители са гъбички, по-рядко вируси и бактерии. Сред най-често срещаните заболявания са:
- Гъбични болести
  - Базично гниене[14]. Причинява се от Fusarium culmorum. Пренася се със семената като заразява основите на младите растения и причинява значителни повреди по тях. Съхранява се и в почвата и може да заразява директно корените. Болестта се разпространява при ниски температури, обикновено при топенето на зимната снежна покривка. При по-слабо нападение растенията се развиват, но дават повече или по-малко стерилни класове. Когато е засегнат вегетационният връх, растенията загиват. Причиняват гниене на кълновете и пониците, а по стъблата се образуват неправилни кафяви надлъжни петна.
  - Брашнеста мана[15]. Причинява се от Erysiphe graminis. Развитието на причинителя се благоприятства от редуване на сухи и влажни условия. Заразените тъкани на листата стават хлоротични и престават да фотосинтезират. Проявява се най-напред по влагалищата, братята и долните листни етажи под формата на нежен, бял налеп, който на по-късен етап става мръснобял до сивкав, брашнест и повърхностен.
  - Гниене на основите и паразитно полягане[16]. Причинява се от Pseudocercosporella herpotrichoides. Растенията се заразяват в основата на стъблото. Тук се образуват сравнително едри, жълто-кафяви петна с елипсовидна форма и тъмен венец.
  - Жълта ръжда. Причинява се от Puccinia striiformis. В България заболяването е ограничено и се проявява в райони със специфични екологични условия. Характерна е основно за пшеницата, ечемика и ръжта. Поразяват се листата, листните влагалища и по-рядко стъблата.
  - Ленточна болест[17]. Причинява се от Pyrenophora graminea. Пренася се със семената. По листата на заразените растения се образуват светложълти, по-късно кафяви надлъжни ивици. Петната се появяват най-интензивно след фенофаза вретенене. Листата изсъхват и се нацепват от върха до основата, а болните растения загиват или остават слабо развити. Зърната остават дребни и недоизхранени.
  - Листен пригор. Причинява се от Rhynchosporium graminicola.
  - Листна ръжда[18]. Причинява се от Puccinia hordei. По горната повърхност на листата и листните влагалища се образуват дребни, разпръснати ръждивокафяви петна. Броят им бързо нараства, листата се усукват и изсъхват.
  - Мрежести петна. Причинява се от Pyrenophora teres.
  - Покрита главня. Причинява се от Ustilago hordei.
  - Праховита главня. Причинява се от Ustilago nuda.
  - Снежна плесен[19]. Причинява се от Monographella nivalis. Тя е почвен патоген, който заразява растенията още в ранна фенофаза от развитието им като може да доведе до значителни повреди.
  - Черно кореново гниене. Причинява се от Gaeumannomyces graminis.
  - Черна стъблена ръжда. Причинява се от Puccinia graminis.
  - Тифулно гниене. Причинява се от Typhula incarnata.
  - Хелминтоспориоза[20]. Причинява се от Cochliobolus sativus. Проявява се под формата на различни типове повреди – кафяви петна, черен зародиш или кореново гниене.
- Вирусни болести
  - Жълто ечемичено вджуджаване[21]. Широко разпространено вирусно заболяване причинявано от Barley yellow dwarf virus. Боледува основно пшеницата, но се поразяват и ечемичените насаждения. Вирусът се пренася от болни върху здрави растения от няколко вида листни въшки, паразитиращи върху житните растения. В България най-разпространените преносители са Rhopalosiphon padi и Sitobion avenae. Растежът на растенията е силно потиснат (вджуджаване), силно братене и интензивно жълто или червено оцветяване на листата.
  - Пшеничено вджуджаване. Причинява се от Wheat dwarf virus.
  - Пшеничена щрихова мозайка[22]. Вирусно заболяване причинено от Wheat streak mosaic virus. Пренася се по механичен начин (чрез сок) и основно чрез няколко вида акари. В България най-разпространените преносители са Aceria tulipae и Aceria tossicella. Боледува основно пшеницата, но поразява и ечемика. Проявява се с появата на дребни петна, които по-късно прерастват в надлъжни линии до върха на петурата. Болните растения придобиват хлоротичен вид. Братята на болните растения са слаби, изостанали и почти никога не достигат фазата изкласяване.
  - Покрита главня. Причинява се от Ustilago nuda.
- Ечемикът има и редица неприятели, които повреждат насажденията или са преносители на заболявания. Сред тях са[13]:
  - Вредна житна дървеница (Erygaster integriceps).
  - Обикновен житен бегач (Zabrus tenebrioides).
  - Голям житен бегач (Zabrus spinipes).
  - Шведски мухи – Oscinella frit, Oscinella pusilla, Rhopalosiphum maidis, Rhopalosiphum padi.
  - Овесена листна въшка (Sitobion avenae).
  - Обикновен житар (Anisoplia austriaca).
  - Обикновена житна пиявица (Lema melanopa).
  - Синя житна пиявица (Lema lichenis).

Обработката на почвата трябва да е съобразена с почвения тип, степента и видовото заплевеляване, климатичните условия, избора на подходящи сортове, срока на сеитба. Това създава условия за конкурентоспособни посеви по отношение на плевелите. Морфологичните и биологичните особености на даден сорт ечемик – височина, братимост, студоустойчивост, жизнеспособност, оказват съществено влияние върху конкурентоспособността му срещу плевелите. Пролетният ечемик притежава и по-слаба конкурентност по отношение на плевелите. Преобладаващите видове плевели в посевите от ечемик принадлежат към следните биологични групи:
Едногодишни плевели
Многогодишни плевели
- - Паламида (Cirsium arvense)
  - Полска поветица (Convolvulus arvensis)
  - Горуха (Cardaria draba)
  - Млечок (Sonchus arvensis),
  - Балур (Sorghum halepense)

## Източник на храна
Ечемикът се е употребявал за храна от древни времена. Подобно на пшеницата е бил отглеждан в епохата на неолитната революция в Близкия изток най-малко преди 10 хилядигодини. Дивият ечемик (H. vulgare) расте на широка територия от Крит и Северна Африка на запад до тибетските планини на изток. В Палестина започва да се употребява за храна от 17 хиляди години. Най-древните образци на културен ечемик се намират в Сирия и принадлежат към една от най-старите неолитни култури от предкерамичния период. Намира се и в най-древните египетски гробници и в останките от езерни поселения / наколни жилища (т.е. в каменния и бронзовия период). Появява се на Корейския полуостров не по-късно от 1500 – 850 г. пр. Хр. Ечемичната бира е може би най-старата човешка напитка от неолита. Ечемичната бира е може би най-старата човешка напитка от неолита . По-късно е било използван вместо валута за разплащания с работниците в Египет където не само бирата, но и хлябът се произвеждат от ечемик. Египтяните наричат ечемика jt (произношение е вероятно йит) или šma (шема). В последната версия ечемикът също е символ на Горния Египет. Шумерите наричали ечемика Акити. В книгата на Второзаконие ечемикът е включен сред седемте плода на обещаната земя и Книгата на цифрите описва израелските жертви, предлагани от ечемика. Шумерите наричали ечемика Акити. В книгата на Второзаконие ечемикът е включен сред седемте плода на обещаната земя и Книгата на цифрите описва израелските жертви, предлагани от ечемика. В древна Гърция ечемикът е бил използван в свещените ритуали на Елевзинските мистерии. Богинята Деметра също носи името /титлата майка на ечемика. Плиний Старши описва рецептата за ечемична каша в естествената си история. В Тибет, ечемик брашно, tsampa, влиза в употреба не по-късно от 5 век преди новата ера. В древен Рим гладиаторите били наричани „хранени с ечемик“, защото ечемикът допринасял за бързото нарастване на мускулната маса. В средновековна Европа хлябът от ръж и ечемик е бил храна на селяните, докато пшеничният хляб се консумира само от висшите класи. Чак в XIX век. картофите постепенно заместват ечемика. Особеност на ечемичното зърно е голямото количество полизахарид β-глюкан, който има понижаващ холестерола ефект, добро съотношение между протеини и нишесте, богато съдържание на провитамин А, витамини В и микроелементи: калций, фосфор, йод и особено много силициева киселина. В народната медицина се използва отвара от ечемик при възпалителни заболявания на стомаха и червата. В днешно време е популярна храна в Русия под името перлова каша (перловка, перловая крупа, ячневая крупа).